# Città di Nedlands
La città di Nedlands è una delle 29 Local Government Areas che si trovano nell'area metropolitana di Perth, in Australia Occidentale. Essa si estende su di una superficie di 21 chilometri quadrati ed ha una popolazione di 20.903 abitanti.